# Dina Guerri-Manfredini
Dina Manfredini z domu Guerri (ur. 4 kwietnia 1897, zm. 17 grudnia 2012) – włosko-amerykańska superstulatka. Po śmierci Besse Cooper w dniu 4 grudnia 2012 została najstarszą żyjącą osobą na świecie.

## Życiorys
Urodziła się w 1897 roku we Włoszech. W 1920 roku wyjechała wraz z mężem Riccardo Manfredinim do Stanów Zjednoczonych, gdzie osiadła w Des Moines, w stanie Iowa. Małżeństwo miało czworo dzieci. Riccardo Manfredini zmarł w 1965. Dina do późnego wieku była aktywna, najpierw zajmowała się prowadzeniem domu i wychowaniem dzieci, zaś potem zarabiała jako gospodyni domowa. W 2007 roku, mając 110 lat, przeniosła się do domu opieki w Johnston. 4 grudnia 2012 po śmierci Besse Cooper została najstarszą żyjącą, zweryfikowaną osobą na świecie. Tytuł ten dzierżyła do swojej śmierci 17 grudnia tego samego roku.